# Premio Locus per il miglior romanzo dell'orrore e dark fantasy
Il Premio Locus per il miglior romanzo dell'orrore e dark fantasy è stato un premio letterario conferito con cadenza annuale della rivista mensile statunitense Locus, facente parte dei Premi Locus. Il premio comprendeva anche i romanzi dark fantasy, fino ad allora premiati con il Premio Locus per il miglior romanzo fantasy, dopo la soppressione del premio, avvenuta nel 1999 i dark fantasy sono nuovamente premiati con la formula precedente.
Il premio viene consegnato con cadenza annuale dal 1989 al 1999 ad eccezione del 1998.
Il 24 giugno 2017, durante il Locus Awards Weekend a Seattle, presentati da Connie Willis, sono stati assegnati i premi Locus, tra questi, il Premio Locus per il miglior romanzo Horror, conferendo nuovamente il premio a distanza di 19 anni.
La classifica avviene tramite votazione dei lettori per opere pubblicate l'anno precedente, tale modalità di attribuzione differenzia il premio da molti altri che, invece, vengono assegnati in base alle votazioni di una giuria di esperti del settore. Pur non avendo collegamenti con esso il premio Locus è stato sin dalla sua prima edizione pensato per dare indicazioni alla giuria del premio Hugo circa le opere maggiormente meritorie da premiare.
La prima a ricevere il premio è stata Barbara Hambly, per la sua opera Cacciatori delle tenebre,  pubblicata nel 1988.
Nel corso di 12 anni di edizione, 7 persone si sono aggiudicate il premio, tra queste figurano i pluripremiati Dan Simmons con 4 premi ricevuti e Stephen King con 2 premi ricevuti

## Regolamento
Aggiornato al 1 febbraio 2019
Ogni anno, sul sito ufficiale Locus e sulla rivista, in un'apposita sezione denominata Locus Poll and Survey viene pubblicato il regolamento seguito dall'apposita scheda per il voto, online o cartaceo, del concorso per i premi Locus. Il regolamento è inerente ai vincoli di voto per le opere apparse l'anno precedente.
Al 49 ° concorso dei premi Locus (2019) sono presenti 16 differenti categorie. In ogni categoria possono essere votate fino a cinque opere o candidati, classificandoli da 1 (primo posto) fino a 5 (quinto posto).
Le opzioni di voto sono basate su un'apposita lista di letture raccomandate, facilitando enormemente il conteggio dei risultati, nonostante la lista, l'elettore può utilizzare delle apposite caselle di scrittura per votare altri titoli e candidati non elencati, in qualsiasi categoria.
Non è possibile votare più di un'opera in una categoria con lo stesso rango (ad esempio, due selezioni classificate al 1 ° posto), se lo scrutinio evidenziasse delle anomalie oppure un doppio rango, i voti verranno ignorati in quella categoria. Non è possibile votare per la stessa opera più di una volta, eccetto il premio Locus per il miglior romanzo, che potrebbe anche essere indicato anche come premio Locus per la miglior opera prima.
A differenza dei premi Hugo e Nebula i premi Locus hanno requisiti di eleggibilità in qualche modo diversi, sono aperti a pubblicazioni o opere che sono apparse per la prima volta, in qualsiasi parte del mondo, durante l'anno solare, con un margine di preavviso per i piccoli editori o le pubblicazioni in ritardo.
L'elettore ha la possibilità di lasciare alcune categorie vuote o di compilarle parzialmente, nonché quella di compilare l'intero sondaggio.
La scadenza per i voti è sancita per il 15 aprile.
Tutti i voti, sia degli abbonati che dei non abbonati, sono da considerarsi validi a condizione che vengano inclusi il nome, l'e-mail e le informazioni del sondaggio e non violino le regole di voto.

## Dal 1989 al 1999
| Vincitori del Premio Locus miglior romanzo dell'orrore e dark fantasy |

| Anno | Fotografia vincitori | Vincitori e finalisti              | Romanzo                  | Note     |
| ---- | -------------------- | ---------------------------------- | ------------------------ | -------- |
| 1989 |                      | Barbara Hambly                     | Cacciatori delle tenebre | [ N 1 ]  |
| 1989 | Anne Rice            | La regina dei dannati              |                          | [ N 1 ]  |
| 1989 | Raymond E. Feist     | Faerie Tale                        |                          | [ N 1 ]  |
| 1989 | Peter Straub         | Koko                               |                          | [ N 1 ]  |
| 1989 | Robert McCammon      | L'invasione                        |                          | [ N 1 ]  |
| 1990 |                      | Dan Simmons                        | Danza macabra            | [ N 2 ]  |
| 1990 | C. J. Cherryh        | Rimrunners                         |                          | [ N 2 ]  |
| 1990 | Raymond E. Feist     | Faerie Tale                        |                          | [ N 2 ]  |
| 1990 | Sheri S. Tepper      | Pianeta di caccia                  |                          | [ N 2 ]  |
| 1990 | George Alec Effinger | Programma Fenice                   |                          | [ N 2 ]  |
| 1991 |                      | Anne Rice                          | L'ora delle streghe      | [ N 3 ]  |
| 1991 | Stephen King         | L'ombra dello scorpione            |                          | [ N 3 ]  |
| 1991 | S. P. Somtow         | La danza della luna                |                          | [ N 3 ]  |
| 1991 | Nancy A. Collins     | Tempter                            |                          | [ N 3 ]  |
| 1991 | Brian Stableford     | The Werewolves of London           |                          | [ N 3 ]  |
| 1992 |                      | Dan Simmons                        | L'estate della paura     | [ N 4 ]  |
| 1992 | Clive Barker         | Imagica                            |                          | [ N 4 ]  |
| 1992 | Stephen King         | Terre desolate                     |                          | [ N 4 ]  |
| 1992 | Thomas Disch         | Il taumaturgo                      |                          | [ N 4 ]  |
| 1992 | Tanya Huff           | Blood Price                        |                          | [ N 4 ]  |
| 1993 |                      | Dan Simmons                        | I figli della paura      | [ N 5 ]  |
| 1993 | Orson Scott Card     | Lost Boys                          |                          | [ N 5 ]  |
| 1993 | Clive Barker         | La casa delle vacanze              |                          | [ N 5 ]  |
| 1993 | Anne Rice            | Il ladro di corpi                  |                          | [ N 5 ]  |
| 1993 | Kathe Koja           | Bad Brains                         |                          | [ N 5 ]  |
| 1994 |                      | Lucius Shepard                     | The Golden               | [ N 6 ]  |
| 1994 | Kim Newman           | Anno Dracula                       |                          | [ N 6 ]  |
| 1994 | Steven Brust         | Agyra                              |                          | [ N 6 ]  |
| 1994 | Dean Koontz          | La notte del killer                |                          | [ N 6 ]  |
| 1994 | Anne Rice            | Il demone incarnato                |                          | [ N 6 ]  |
| 1995 |                      | Dan Simmons                        | Vulcano                  | [ N 7 ]  |
| 1995 | Barbara Hambly       | Bride of the Rat God               |                          | [ N 7 ]  |
| 1995 | Stephen King         | Insomnia                           |                          | [ N 7 ]  |
| 1995 | Clive Barker         | Everville                          |                          | [ N 7 ]  |
| 1995 | Anne Rice            | Taltos, il ritorno                 |                          | [ N 7 ]  |
| 1996 |                      | Tim Powers                         | Expiration Date          | [ N 8 ]  |
| 1996 | Barbara Hambly       | Traveling With The Dead            |                          | [ N 8 ]  |
| 1996 | Stephen King         | Rose Madder                        |                          | [ N 8 ]  |
| 1996 | Kim Newman           | Il barone sanguinario              |                          | [ N 8 ]  |
| 1996 | Nancy A. Collins     | Paint it Black                     |                          | [ N 8 ]  |
| 1997 |                      | Stephen King                       | Desperation              | [ N 9 ]  |
| 1997 | Clive Barker         | Sacrament                          |                          | [ N 9 ]  |
| 1997 | Robert Holdstock     | The Fetch                          |                          | [ N 9 ]  |
| 1997 | Brian Stableford     | The Hunger and Ecstasy of Vampires |                          | [ N 9 ]  |
| 1997 | Graham Joyce         | Requiem                            |                          | [ N 9 ]  |
| 1999 |                      | Stephen King                       | Mucchio d'ossa           | [ N 10 ] |
| 1999 | Patricia Anthony     | Flanders                           |                          | [ N 10 ] |
| 1999 | Graham Joyce         | The Tooth Fairy                    |                          | [ N 10 ] |
| 1999 | Clive Barker         | Galilee                            |                          | [ N 10 ] |
| 1999 | S. P. Somtow         | Darker Angels                      |                          | [ N 10 ] |

## Dal 2017
| Anno | Fotografia vincitori  | Vincitori e finalisti                              | Romanzo                        | Note     |
| ---- | --------------------- | -------------------------------------------------- | ------------------------------ | -------- |
| 2017 |                       | Joe Hill                                           | The Fireman - L'uomo del fuoco | [ N 11 ] |
| 2017 | Matt Ruff             | Lovecraft Country                                  |                                | [ N 11 ] |
| 2017 | Cherie Priest         | The Family Plot                                    |                                | [ N 11 ] |
| 2017 | Silvia Moreno-Garcia  | Creating Certain Dark Things                       |                                | [ N 11 ] |
| 2017 | Thomas Olde Heuvelt   | Hex                                                |                                | [ N 11 ] |
| 2018 |                       | Victor LaValle                                     | The Changeling                 | [ N 12 ] |
| 2018 | Jonathan L. Howard    | After the End of the World                         |                                | [ N 12 ] |
| 2018 | Sarah Pinborough      | Behind Her Eyes                                    |                                | [ N 12 ] |
| 2018 | Cassandra Khaw        | Food of the Gods                                   |                                | [ N 12 ] |
| 2018 | Dan Chaon             | Ill Will                                           |                                | [ N 12 ] |
| 2019 |                       | Paul Tremblay                                      | La casa alla fine del mondo    | [ N 13 ] |
| 2019 | Stephen King          | The Outsider                                       |                                | [ N 13 ] |
| 2019 | Sarah Pinborough      | Cross Her Heart                                    |                                | [ N 13 ] |
| 2019 | Dale Bailey           | In the Night Wood                                  |                                | [ N 13 ] |
| 2019 | Alma Katsu            | The Hunger                                         |                                | [ N 13 ] |
| 2019 | Kaaron Warren         | Tide of Stone                                      |                                | [ N 13 ] |
| 2019 | Gabino Iglesias       | Coyote Songs                                       |                                | [ N 13 ] |
| 2019 | Grady Hendrix         | We Sold Our Souls                                  |                                | [ N 13 ] |
| 2019 | Robert McCammon       | The Listener                                       |                                | [ N 13 ] |
| 2019 | Michael Cisco         | Unlanguage                                         |                                | [ N 13 ] |
| 2019 | Shelley Jackson       | Riddance                                           |                                | [ N 13 ] |
| 2019 | Brian Hodge           | The Immaculate Void                                |                                | [ N 13 ] |
| 2019 | Caroline Kepnes       | Providence                                         |                                | [ N 13 ] |
| 2019 | Francesco Dimitri     | The Book of Hidden Things                          |                                | [ N 13 ] |
| 2020 |                       | Marlon James                                       | Leopardo nero, lupo rosso      | [ N 14 ] |
| 2020 | Ursula Vernon         | The Twisted Ones                                   |                                | [ N 14 ] |
| 2020 | Stephen King          | L'istituto                                         |                                | [ N 14 ] |
| 2020 | Elizabeth Hand        | Curious Toys                                       |                                | [ N 14 ] |
| 2020 | Cherie Priest         | The Toll                                           |                                | [ N 14 ] |
| 2020 | Kim Newman            | Anno Dracula 1999: Daikaiju                        |                                | [ N 14 ] |
| 2020 | Richard Kadrey        | The Grand Dark                                     |                                | [ N 14 ] |
| 2020 | Barbara Hambly        | Prisoner of Midnight                               |                                | [ N 14 ] |
| 2020 | Catherine Webb        | The Pursuit of William Abbey                       |                                | [ N 14 ] |
| 2020 | Stephen Chbosky       | L'amico immaginario                                |                                | [ N 14 ] |
| 2021 |                       | Silvia Moreno-Garcia                               | Mexican Gothic                 | [ N 15 ] |
| 2021 | Max Brooks            | Devolution                                         |                                | [ N 15 ] |
| 2021 | Emily Danforth        | Plain Bad Heroines                                 |                                | [ N 15 ] |
| 2021 | Maria Dahvana Headley | Beowulf                                            |                                | [ N 15 ] |
| 2021 | Grady Hendrix         | The Southern Book Club’s Guide to Slaying Vampires |                                | [ N 15 ] |
| 2021 | Stephen Graham Jones  | The Only Good Indians                              |                                | [ N 15 ] |
| 2021 | Alma Katsu            | The Deep                                           |                                | [ N 15 ] |
| 2021 | T. Kingfisher         | The Hollow Places                                  |                                | [ N 15 ] |
| 2021 | Hiroko Oyamada        | The Hole                                           |                                | [ N 15 ] |
| 2021 | Paul G. Tremblay      | Survivor Song                                      |                                | [ N 15 ] |
| 2022 |                       | Stephen Graham Jones                               | My Heart Is a Chainsaw         | [ N 16 ] |
| 2022 | Daryl Gregory         | Revelator                                          |                                | [ N 16 ] |
| 2022 | Grady Hendrix         | The Final Girl Support Group                       |                                | [ N 16 ] |
| 2022 | Stephen King          | Billy Summers                                      |                                | [ N 16 ] |
| 2022 | Stephen King          | Later                                              |                                | [ N 16 ] |
| 2022 | Joe R. Lansdale       | Moon Lake                                          |                                | [ N 16 ] |
| 2022 | Premee Mohamed        | A Broken Darkness                                  |                                | [ N 16 ] |
| 2022 | Rivers Solomon        | Sorrowland                                         |                                | [ N 16 ] |
| 2022 | Caitlin Starling      | The Death of Jane Lawrence                         |                                | [ N 16 ] |
| 2022 | Chuck Wendig          | The Book of Accidents                              |                                | [ N 16 ] |

### Annotazioni
1. ↑  Premio Locus romanzo dell'orrore e dark fantasy 1989[5][6][7]
2. ↑  Premio Locus romanzo dell'orrore e dark fantasy 1990[8][9][10]
3. ↑  Premio Locus romanzo dell'orrore e dark fantasy 1991[11][12][13]
4. ↑  Premio Locus romanzo dell'orrore e dark fantasy 1992[14][15][16]
5. ↑  Premio Locus romanzo dell'orrore e dark fantasy 1993[17][18][19]
6. ↑  Premio Locus romanzo dell'orrore e dark fantasy 1994[20][21][22]
7. ↑  Premio Locus romanzo dell'orrore e dark fantasy 1995[23][24][25]
8. ↑  Premio Locus romanzo dell'orrore e dark fantasy 1996[26][27][28]
9. ↑  Premio Locus romanzo dell'orrore e dark fantasy 1997[29][30][31]
10. ↑  Premio Locus romanzo dell'orrore e dark fantasy 1999[32][33][34]
11. ↑  Premio Locus romanzo Horror 2017[35][36][37]
12. ↑  Premio Locus romanzo Horror 2018[38][39][40]
13. ↑  Premio Locus romanzo Horror 2019[41][42][43]
14. ↑  Premio Locus romanzo Horror 2020[44][45]
15. ↑  Premio Locus romanzo Horror 2021[46][47]
16. ↑  Premio Locus romanzo Horror 2022[48][49]